# 罗兰·蒙格斯
罗兰·曼格斯（Roland Menges，1965年11月16日—）是德国经济学家，克劳斯塔尔工业大学教授。

## 生活
罗兰·曼格斯在基尔的克里斯蒂安·阿尔布雷希茨大学学习经济学，并于1992年获得文凭。 1993年，他是英国约克大学实验经济学中心的访问学者。 1996年，他成为基尔（Kiel）博士，论文涉及不确定性偏好和信息策略的自适应使用scpol并获得博士学位。在1999年至2003年期间，他是欧洲证书交易试验阶段的欧洲倡议“可再生能源证书交易”（RECS）的成员。他在经济学上的开端发生在2006年，当时他的论文主题是在弗伦斯堡大学提供公共环境产品。
自2010年7月以来，罗兰·曼格斯一直是克劳斯塔尔科技大学的经济学教授，尤其是宏观经济学教授。他的主要研究领域是环境经济学，行为经济学和实验经济学研究，尤其是涉及例如社会对能源过渡的接受。他是下萨克森州能源研究中心的成员。在2019年，他是《经济理论与经济政策纲要》的共同编辑并为环境经济学撰稿。该纲要已经由Springer-Verlag出版。

## 资料来源
1. ↑  . Nickl & Partner.   [2022-10-13]. （原始内容存档于2022-10-18） （cn）.
2. ↑  Menges, Roland.  (PDF).   [2020-05-01]. （原始内容存档 (PDF)于2020-06-12） （德语）.
3. ↑  .   [2020-05-05]. （原始内容存档于2022-10-10） （德语）.
4. ↑  .   [2020-05-05]. （原始内容存档于2020-06-12） （德语）.